# Canottaggio ai Giochi della XIV Olimpiade - Quattro senza maschile
La competizione del quattro senza maschile dei Giochi della XIV Olimpiade si è svolta dal 5 al 9 agosto 1948 al bacino del Royal Regatta a Henley-on-Thames.

## Risultati

### Batterie
Si sono disputate il 5 agosto. I vincitori alle semifinali, i restanti ai recuperi.
| Pos. | Nazione   | Atleti                                                            | Tempo  |
| ---- | --------- | ----------------------------------------------------------------- | ------ |
| 1    | Italia    | Giuseppe Moioli, Elio Morille Giovanni Invernizzi, Franco Faggi   | 6'34"8 |
| 2    | Danimarca | Helge Halkjær, Aksel Bonde Helge Muxoll Schröder, Ib Storm Larsen | 6'40"5 |
| 3    | Sudafrica | Edgar Ramsay, Austin Ikin Desmond Mayberry, Claude Kietzman       | 6'58"6 |

| Pos. | Nazione     | Atleti                                                        | Tempo  |
| ---- | ----------- | ------------------------------------------------------------- | ------ |
| 1    | Stati Uniti | Frederick Kingsbury, Stuart Griffing Gregory Gates, Bob Perew | 6'43"8 |
| 2    | Argentina   | Julio Curatella, Alberto Madero Oscar Zolezzi, Oscar Almirón  | 6'51"0 |
| 3    | Ungheria    | Miklós Zágon, Lajos Nagy Tibor Nádas, József Sátori           | 7'36"7 |

| Pos. | Nazione        | Atleti                                                             | Tempo  |
| ---- | -------------- | ------------------------------------------------------------------ | ------ |
| 1    | Gran Bretagna  | Peter Kirkpatrick, Hedley Rushmere Thomas Christie, Antony Butcher | 6'37"0 |
| 2    | Cecoslovacchia | Václav Roubík, Josef Kalaš Josef Schejbal, Karel Vaněk             | 6'44"9 |

| Pos. | Nazione     | Atleti                                                                      | Tempo  |
| ---- | ----------- | --------------------------------------------------------------------------- | ------ |
| 1    | Paesi Bassi | Hendrik van Suylekom, Sietze Haarsma Johannes Dekker, Johannes van den Berg | 6'47"1 |
| 2    | Jugoslavia  | Petar Ozretić, Ivo Lipanović Mate Mojtić, Klement Alujević                  | 6'57"1 |

### Recuperi
Si sono disputati il 6 agosto. I vincitori alle semifinali.
| Pos. | Nazione    | Atleti                                                       | Tempo  |
| ---- | ---------- | ------------------------------------------------------------ | ------ |
| 1    | Sudafrica  | Edgar Ramsay, Austin Ikin Desmond Mayberry, Claude Kietzman  | 6'49"7 |
| 2    | Argentina  | Julio Curatella, Alberto Madero Oscar Zolezzi, Oscar Almirón | 6'50"9 |
| 3    | Jugoslavia | Petar Ozretić, Ivo Lipanović Mate Mojtić, Klement Alujević   | 6'59"4 |

| Pos. | Nazione        | Atleti                                                            | Tempo  |
| ---- | -------------- | ----------------------------------------------------------------- | ------ |
| 1    | Danimarca      | Helge Halkjær, Aksel Bonde Helge Muxoll Schröder, Ib Storm Larsen | 6'35"1 |
| 2    | Cecoslovacchia | Václav Roubík, Josef Kalaš Josef Schejbal, Karel Vaněk            | 6'41"7 |
| -    | Ungheria       | Miklós Zágon, Lajos Nagy Tibor Nádas, József Sátori               | NP     |

### Semifinali
Si sono disputate il 7 agosto. I vincitori in finale.
| Pos. | Nazione     | Atleti                                                                      | Tempo  |
| ---- | ----------- | --------------------------------------------------------------------------- | ------ |
| 1    | Italia      | Giuseppe Moioli, Elio Morille Giovanni Invernizzi, Franco Faggi             | 7'15"0 |
| 2    | Paesi Bassi | Hendrik van Suylekom, Sietze Haarsma Johannes Dekker, Johannes van den Berg | 7'32"0 |

| Pos. | Nazione       | Atleti                                                             | Tempo  |
| ---- | ------------- | ------------------------------------------------------------------ | ------ |
| 1    | Danimarca     | Helge Halkjær, Aksel Bonde Helge Muxoll Schröder, Ib Storm Larsen  | 7'13"8 |
| 2    | Gran Bretagna | Peter Kirkpatrick, Hedley Rushmere Thomas Christie, Antony Butcher | 7'16"3 |

| Pos. | Nazione     | Atleti                                                        | Tempo  |
| ---- | ----------- | ------------------------------------------------------------- | ------ |
| 1    | Stati Uniti | Frederick Kingsbury, Stuart Griffing Gregory Gates, Bob Perew | 7'42"2 |
| 2    | Sudafrica   | Edgar Ramsay, Austin Ikin Desmond Mayberry, Claude Kietzman   | 7'57"2 |

### Finale
Si è disputata il 9 agosto.
| Pos.    | Nazione     | Atleti                                                            | Tempo  |
| ------- | ----------- | ----------------------------------------------------------------- | ------ |
| Oro     | Italia      | Giuseppe Moioli, Elio Morille Giovanni Invernizzi, Franco Faggi   | 6'39"0 |
| Argento | Danimarca   | Helge Halkjær, Aksel Bonde Helge Muxoll Schröder, Ib Storm Larsen | 6'43"5 |
| Bronzo  | Stati Uniti | Frederick Kingsbury, Stuart Griffing Gregory Gates, Bob Perew     | 6'47"7 |